# Höftfraktur
Höftfraktur eller höftledsbrott är en fraktur på lårbenet nära dess led mot höftbenet (inte på själva höftbenet). Höftfrakturer kan vara livshotande till följd av de komplikationer som de kan medföra, men snabb behandling och rehabilitering ökar signifikant möjligheterna till överlevnad och god återhämtning.

## Förekomst och orsak
Höftfraktur är ett stort folkhälsoproblem i Sverige med omkring 18 000 fall per år. Genomsnittsåldern bland de drabbade är 82 år, de är ofta multisjuka, en tredjedel har någon demenssjukdom, och ungefär tre fjärdedelar är kvinnor. Hos äldre är ofta fall från ståhöjd i kombination med benskörhet orsaken. Hos yngre är orsaken oftast kraftiga medicinska trauman (exempelvis bilolyckor).
Det är vanligt att personer som drabbats av höftfraktur i samband med olycksfallet också fått en axel- eller handledsfraktur.

## Symtom och diagnostik
För en person som drabbats av höftfraktur blir det ofta svårt eller omöjligt att gå. Smärta och svullnad i det fakturerade området är vanligt, men om frakturen är "inkilad" (benet har kilats in i sig själv) är symtomen ofta mindre. Eventuellt blir benet förkortat och en utåtrotation av foten sker. Om personen kan gå trots frakturen, finns risk för att benet går av helt om fortsatt belastning sker.
Diagnos ställs genom genomgående klinisk undersökning och röntgen. Oftast räcker slätröntgen, men om slätröntgen inte kan påvisa fraktur trots symtom/tecken på höftfraktur kan datortomografi eller magnetkameraundersökning utföras.

### Komplikationer
En höftfraktur kan medföra att personen drabbas av konfusion eller blir sängliggandes, vilket i sin tur ökar risken för lunginflammation, trycksår och urinvägsinfektion. Om frakturen är lokaliserad cervikalt finns risk att kärlskador skett i leden. Kärlskadorna kan leda till utebliven benläkning eller att blodförsörjningen till leden blir så pass nedsatt att det uppstår vävnadsdöd (nekros) i området.
Cirka 7-8% av svaga äldre som drabbats av höftfraktur dör inom 30 dagar efter skadan.

## Behandling
Frakturbehandlingen syftar ofta till att stödja kroppens egen läkning. För beskrivning av benläkningsprocessen, se fraktur (medicin).
Tidig operation har visats minska dödligheten markant, vilket har gjort att många sjukhus har skapat en organisation för snabbt omhändertagande av personer som drabbats av en höftfraktur. Behandlingen är kirurgisk, och består antingen av att kirurgen ersätter hela/delar av ledhuvudet (artroplastik) eller opererar in spikar/skruvar/dylikt i benet (osteosyntes). Val av behandlingsmetod varierar beroende på exakt vart frakturen sitter, om den är felställd, om något/några blodkärl i ledhuvudet är skadade och patientens hälso-/allmäntillstånd. Utgångspunkten är en strävan efter att patientens gångförmåga ska återfås så fort som möjligt, då sängläge/immobilisering innebär förhöjd risk för (potentiellt livshotande, särskilt hos äldre) komplikationer.
God smärtbehandling är viktigt för att minska den drabbades lidande, förbättra andningsförmågan (hög smärta leder till försämrad andningsförmåga, vilket kan leda till lunginflammation), samt minska risken för trycksår och psykiska besvär (till exempel oro, rädsla eller konfusion).

### Rehabilitering
Rehabilitering med hjälp av så kallade interdisciplinära team  ger bra resultat för äldre och sköra, visar forskningen. I ett interdisciplinärt team ingår det ofta läkare med geriatrisk eller ortopedisk kompetens, sjukgymnast, arbetsterapeut, sjuksköterska och kurator. Även dietister och socialarbetare kan ingå. Teamet har återkommande uppföljningar och konferenser där patienten och all personal arbetar mot ett gemensamt mål. Arbetssättet ska omfatta en grundlig geriatrisk bedömning och en individuell vårdplanering inklusive utskrivningsplan. 
I interdisciplinär rehabilitering ingår även översyn av näringsintag, smärtbehandling och tidig mobilisering. Man ska få hjälp att komma upp så snart som möjligt efter operationen. Man tränar vardagliga aktiviteter och muskelstyrka. En utskrivningsplan och uppföljning är också väsentliga delar.

## Möjligheter att förebygga
Flera olika typer av åtgärder kan minska risken för fall hos äldre. Fysisk träning, enskilt eller i grupp, med fokus på att förbättrad balans, minskar både förekomsten av fall och risk för fraktur. Tillgången till fallförebyggande träning är dock låg i Sverige. Dessutom finns många olika önskemål och förutsättningar i den stora gruppen äldre, och det finns inget standardprogram som passar alla.
Träning som förebygger fall skulle kunna utvecklas både inom hälso- och sjukvård och inom andra organisationer (till exempel pensionärsorganisationer och gymnastik- och idrottsföreningar). I till exempel Storbritannien finns särskilda fallmottagningar inom hälso- och sjukvården där personer med hög risk för fall kan träffa personal för förebyggande åtgärder.
Exempel på andra insatser som kan minska risken för fall är förändringar i hemmiljön, broddar under skorna, insättning av pacemaker hos personer med vissa hjärtbesvär, ögonoperation vid gråstarr, successiv minskning av psykofarmaka, fotterapi vid omfattande fotbesvär och utbildning för läkare inom primärvård om läkemedel som kan ge ökad fallrisk.
Lugnande läkemedel är ett exempel på läkemedel där det är känt att risken för fall ökar. En del blodtryckssänkande läkemedel kan också försämra balansen lite. Om man upplever att man blir yr av sina läkemedel bör man diskutera detta med en läkare. 